# James Ward (peintre)
Pour les articles homonymes, voir James Ward et Ward.
James Ward (né à Londres le 23 octobre 1769, mort à Cheshunt le 23 novembre 1859) est un peintre et un graveur britannique. Il se fit connaître principalement par ses peintures animalières, ses paysages et ses portraits.

## Biographie
James Ward naît à Londres, dans une maison de la Thames Street, le 23 octobre 1769. À douze ans, il devient l'apprenti du graveur J. Raphael Smith, qui le néglige et lui apprend peu de choses ; c'est son frère aîné, William, qui prend ensuite le relais pendant plus de sept ans, qui lui prodigue un enseignement décisif dans l'art de la gravure. Pendant cette période, James Ward réalise plusieurs centaines de gravures. 
Quelques années après, il rencontre le peintre animalier George Morland (qui épouse sa sœur par la suite), et, sur son exemple, s'essaie à la peinture. 
Il est élu membre associé à la Royal Academy en 1807, puis membre à part entière en 1811. Sa popularité décline après 1830. 
James Ward meurt à Cheshunt, dans le Hertfordshire, le 23 novembre 1859.

## Œuvre
Ses premiers tableaux, des scènes rustiques réalisées dans la manière de Morland, sont souvent vendues sous le nom de ce dernier, alors plus connu. La composition animalière Bull-Bait attire l'attention de la Royal Academy en 1797. Le président de la nouvelle société d'agriculture, Sir John Sinclair, commande alors à Ward un tableau représentant une vache d'Aurigny ; l'attention de Ward se porte alors vers la peinture animalière, et c'est dans ce domaine qu'il remporte par la suite ses plus grands succès, parmi lesquels le Paysage avec bétail (Landscape with Cattle) peint en 1820-22, le Boa Serpent Seizing a Horse en 1822, ou le Cheval gris (Grey Horse) en 1828.
Bien qu'il se soit spécialisé dans la peinture d'animaux, Ward a toujours utilisé l'allégorie dans ses peintures, comme dans le tableau Le Moment de 1831, conservé à la Tate Britain. Il est peut-être destiné à montrer le pouvoir de la monarchie (le cheval) menacé par le gouvernement (le serpent) qui se préparait à la Great Reform Bill en 1832.
Ward réalise également de nombreux paysages, comme Gordale Scar ou Harlech Castle, ainsi que des portraits. Il contribue fréquemment à la Royal Academy et à la British Institution. 
En 1841, il organise chez lui une exposition de 140 de ses tableaux.
- Château de Harlech (1808), huile sur bois, 131 × 216 cm, Tate Britain, Londres[4]
- Une femme inconnue (1811), huile sur toile, 76 × 65 cm, Yale Center for British Art, New Haven[5]
- Gordale Scar (une vue de Gordale, dans le manoir d'East Malham à Craven, Yorkshire, propriété de Lord Ribblesdale) (1812–1814, exposé 1815), huile sur toile, 333 × 422 cm, Tate Britain, Londres[6]
- Diane au bain (1830), huile sur panneau, 76 × 65 cm, Yale Center for British Art, New Haven[7]
- Le Moment (1831), huile sur bois, 37 × 47 cm, Tate Britain, Londres[3]

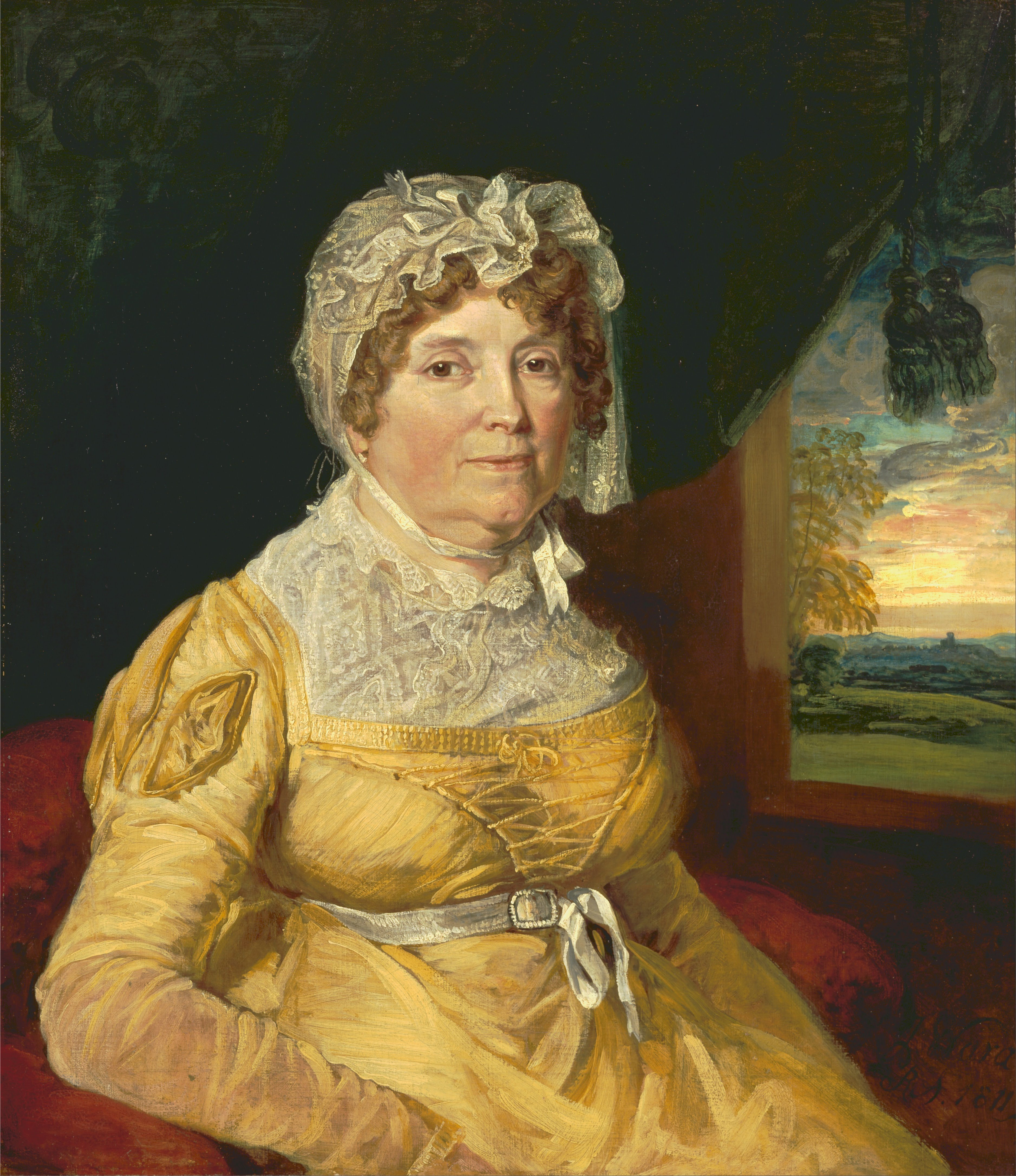
Une femme inconnue (1811) Yale Center for British Art
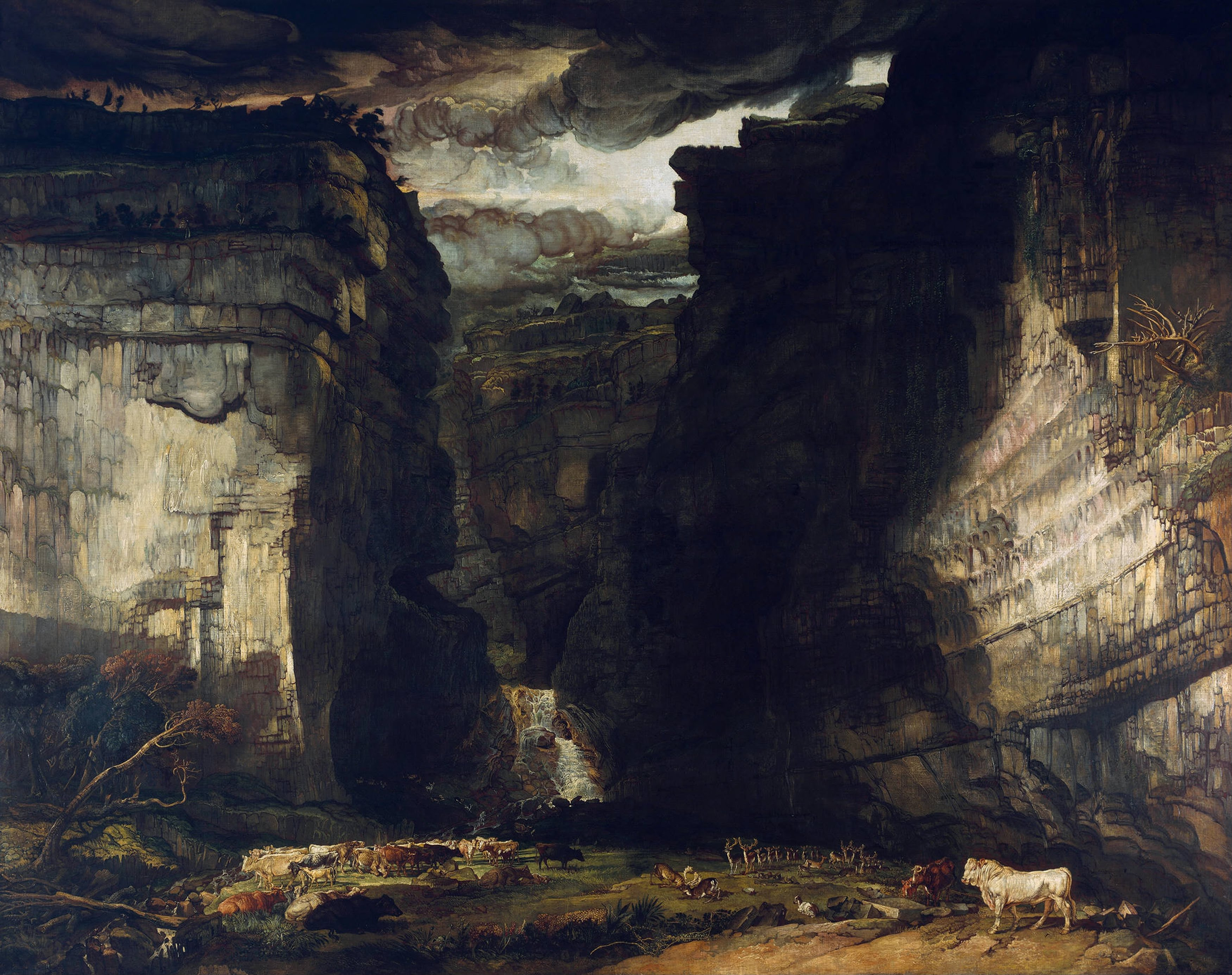
Gordale Scar (1812–1814) Tate Britain
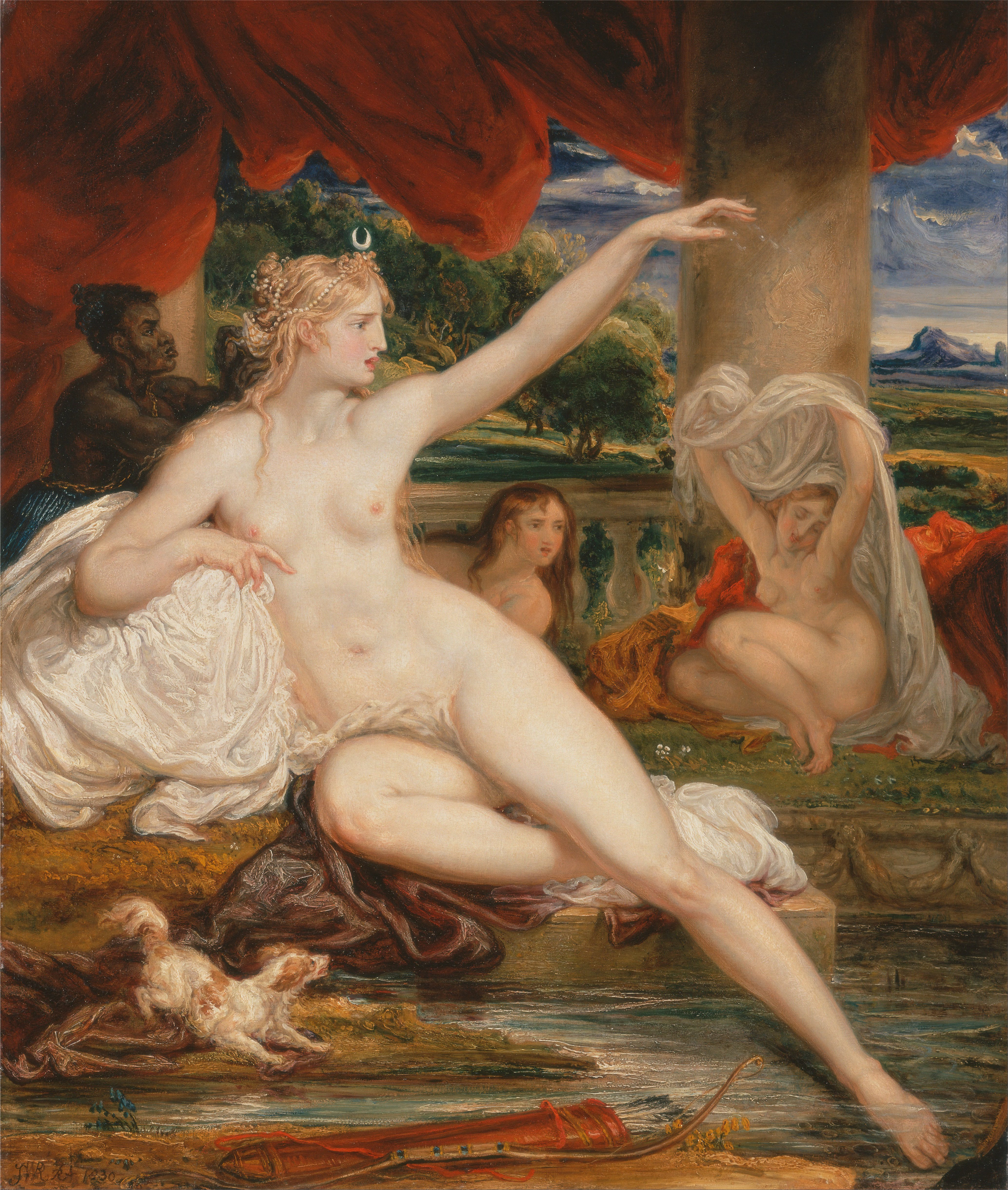
Diane au bain (1830) Yale Center for British Art
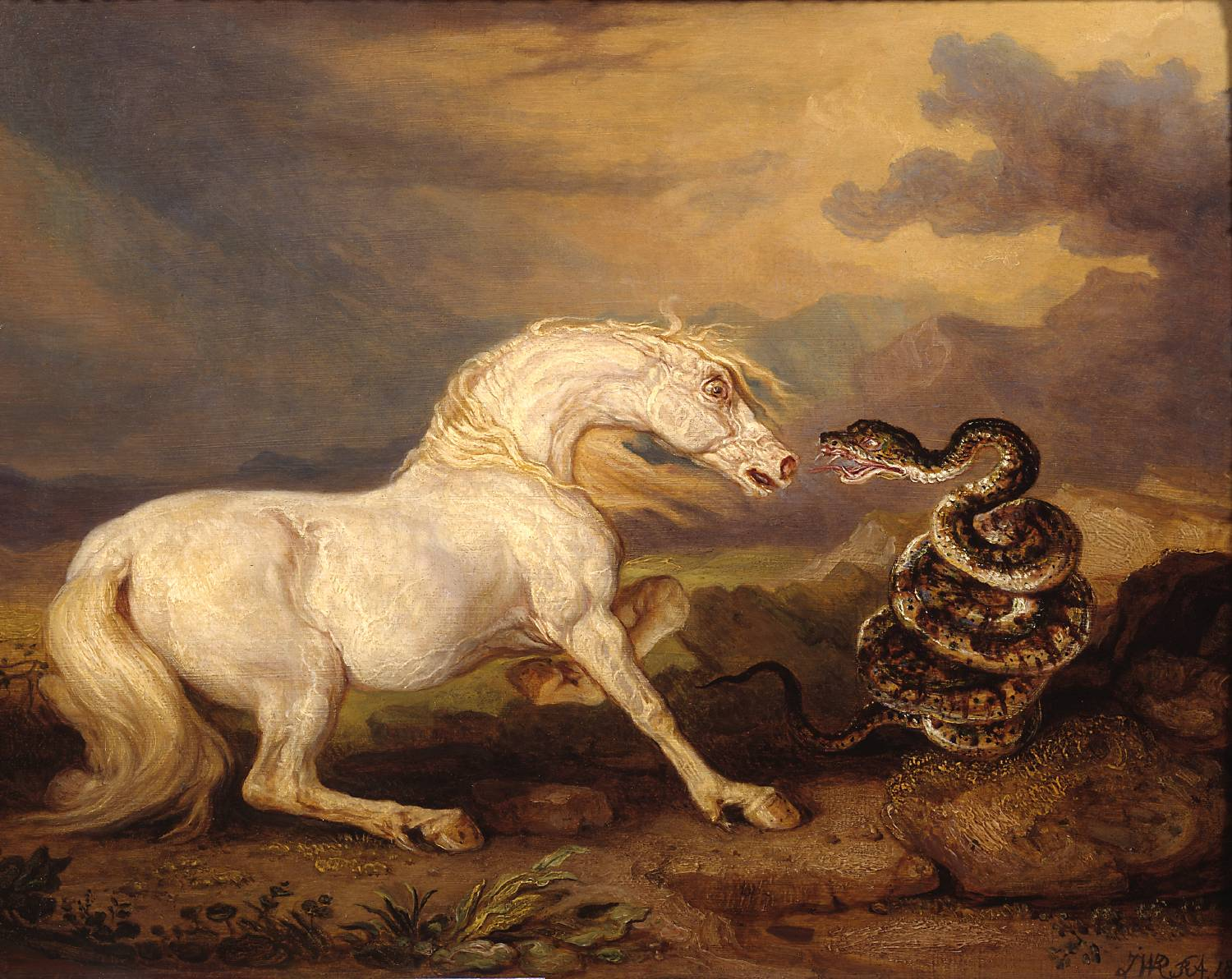
Le Moment (1831) Tate Britain, Londres